# Djurgårdens IF Fotboll 1956/1957
Djurgårdens IF Fotboll, spelade 1956/1957 i Allsvenskan. Denna säsong kom man på en 5:e plats och blev det bästa laget i Stockholm.
Med ett hemmapubliksnitt på 12375 blev Sven Johansson lagets bäste målskytt med 9 mål, på andra plats kom Gösta Sandberg med 6 mål.